# Роман Скугравий
Роман Скугравий (чеськ. Roman Skuhravý, нар. 6 січня 1975, Чехословаччина) — чеський футболіст, що грав на позиції захисника. По завершенні ігрової кар'єри — тренер. З 2024 року очолює тренерський штаб команди «Кошиці».

## Ігрова кар'єра
У дорослому футболі дебютував 1993 року виступами за команду «Яблонець», в якій провів сім сезонів. У 2000 році він відправився в оренду в «Банік» з Острави, але незабаром після цього отримав травму коліна, яка фактично завершила його кар'єру. Два роки не грав у футбол, потім з лютого 2003 року виступав за нижчоліговий «Слован» (Варнсдорф). 
Влітку 2003 року перейшов у «Вікторія» (Пльзень), але покинув команду в 2004 році, коли команда вилетіла з першої ліги.

## Кар'єра у збірній
У 1996–1997 роках виступав за молодіжну збірну Чехії до 21 року, зіграв загалом 8 матчів і забив один гол (з пенальті) у товариському матчі проти Австрії.

## Кар'єра тренера
Починав тренувати в молодіжних командах «Яблонця». З червня 2012 року він був помічником головного тренера Вацлава Котала. На початку травня 2013 року після великої поразки від празької «Славії» з рахунком 1:5 Котал покинув команду, а команду очолив Скугравий. Він не програвав з командою до кінця сезону 2012/13 (2 перемоги та 2 нічиї), чого вистачило для підсумкового 4-го місця в турнірній таблиці. У цьому сезоні вони святкували перемогу в Кубку Чехії після перемоги у фіналі над клубом «Млада-Болеслав», що забезпечило «Яблонцю» старт у третьому кваліфікаційному раунді Ліги Європи 2013/14. Після закінчення сезону Скугравий підписав повноцінний дворічний контракт з «Яблонцем». 12 липня 2013 року він виграв з командою Суперкубок Чехії, перемігши чемпіона країни «Вікторію» (Пльзень) з рахунком 3:2. Після сезону 2013/14 Скугравий залишив «Яблонець» і його замінив Ярослав Шилгавий. 
У сезоні 2014/15 років очолював молодіжну команду празької «Дукли», а перед сезоном 2015/16 він став головним тренером клубу «Варнсдорф», де після закінчення осінньої частини змагань його змінив Зденко Фртяла.
На початку сезону 2016/17 він став головним тренером «Опави». У своєму першому сезоні він привів команду до фіналу Кубка Чехії, пройшовши на шляху чотири команди вищої ліги. У фіналі, який відбувся 17 травня 2017 року в Оломоуці, «Опава» поступилася з рахунком 0:1 клубу «Фастав». Він виграв наступний сезон другої ліги з «Опавою», забезпечивши таким чином просування у вищу лігу. За свої досягнення він був визнаний тренером року 2017/18 у Національній лізі. У вересні 2018 року він завершив свою участь роботу в «Опаві» через сімейні обставини і прийняв посаду тренера в головному конкуренті «Опави» в боротьбі за виживання, ставши у вересні 2018 року головним тренером клубу «Дукла» (Прага), замінивши Павела Дрсека на посаді головного тренера першої команди.
24 вересня 2024 року очолює тренерський штаб словацької команди «Кошиці».

## Титули і досягнення
- Володар Кубка Чехії (1):

«Яблонець»: 2012/13
- Володар Суперкубка Чехії (1):

«Яблонець»: 2013

## Особисте життя
Його двоюрідний брат, Томаш Скугравий, також був футболістом.